# زولتان داني
زولتان داني (بالصربية: Золтан Дани)‏ هو عسكري صربي، ولد في 23 يوليو 1956 في Kovin ‏ في صربيا.